# Knäkente

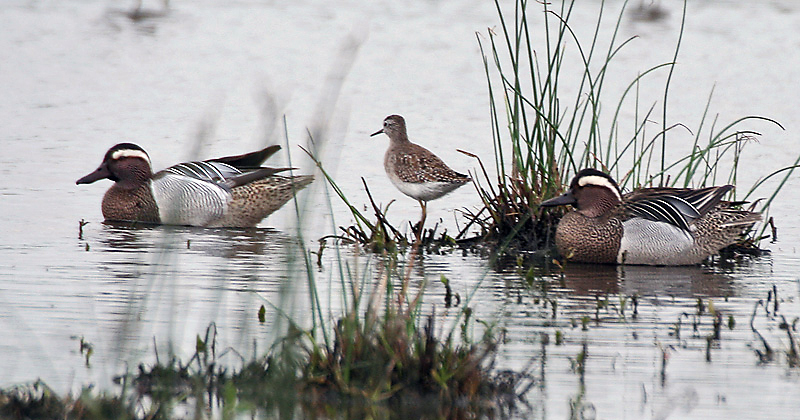
Männchen im Überwinterungsgebiet in Indien

Die Knäkente (Spatula querquedula, Syn.: Anas querquedula) ist eine kleine Entenart, die unter anderem in Mitteleuropa brütet. Sie ist ein wenig größer als die in Mitteleuropa häufigere Krickente, jedoch in ihrer Gestalt insgesamt etwas schlanker und zierlicher. Auffälliges Unterscheidungsmerkmal des Erpels im Prachtkleid ist der breite bogenförmige Streifen über dem Auge, der bis in den Nacken reicht und der sich deutlich vom rötlichbraunen Kopf sowie dem dunklen Nacken abhebt. Im Flug kann die Knäkente anhand ihres hellblaugrauen Vorderflügels identifiziert werden.
Die Knäkente ist die einzige Entenart der Alten Welt, die im Winterhalbjahr die tiergeografische Region verlässt. Sie zieht je nach Verbreitungsgebiet in den Süden Indiens und Südostasiens und erreicht dann regelmäßig auch den australischen Kontinent. In Afrika überquert sie die Sahara, um an den Gewässern der Sahelzone zu überwintern. In Mitteleuropa ist die Knäkente ein seltener, lokal konzentrierter Brut- und Sommervogel. In den meisten mitteleuropäischen Regionen kann sie jedoch auch auf ihrem Zug in die Überwinterungsquartiere beobachtet werden und vereinzelt kommt es in Mitteleuropa auch zu Überwinterungsversuchen.

## Merkmale

### Erscheinungsbild ausgewachsener Knäkenten
Die Knäkente erreicht eine Körperlänge von 37 bis 41 Zentimetern, eine Flügellänge von 18,7 bis 21,1 Zentimetern (Männchen) und 18,2 bis 19,6 Zentimetern (Weibchen) und ein Gewicht von bis zu 550 Gramm (Weibchen) und bis 600 Gramm (Männchen).
Im Schlichtkleid ist die Knäkente leicht mit anderen Arten der Gattung zu verwechseln, vor allem mit der Krickente, da diese eine sehr ähnliche Körpergröße hat. Die Weibchen sind von Entenweibchen anderer Arten an der Streifung des Kopfes zu unterscheiden: Oben auf dem Kopf kann man eine dunkelbraune Kappe erkennen, ein dunkler Streifen zieht sich über das Auge und die Wange ist auch etwas dunkler getönt als der Rest des Kopfes. In ihrem Körpergefieder dominieren braune Federn, die einen breiten blassgelben Rand haben. Dadurch wird ihrem Körpergefieder ein fleckiges Aussehen verliehen.
Das Prachtkleid der Männchen ist dagegen sehr charakteristisch. Ein weißer auffälliger und sichelförmiger Streifen führt in einem Bogen vom Auge bis zum Nacken. Der Rest des Kopfes ist rotbraun. Der Rücken und die Brust haben eine graue Grundfärbung und sind voller brauner Sprenkel. Die weißen Flanken sind mit dünnen grauen Streifen bedeckt. Über den Rücken fallen lange, lanzettförmige Schulterfedern, die schwarz-weiß gefärbt sind. Im Flug kann man bei beiden Geschlechtern den blaugrauen Innenflügel und den grünen Spiegel erkennen. Der 3,5 bis 4,5 Zentimeter lange Schnabel der Knäkente ist relativ groß und erinnert an den der Löffelente. Die Füße sind dunkelgrau gefärbt.

### Erscheinungsbild der Dunenküken und Jungvögel
Die Dunenküken der Knäkente weisen große Ähnlichkeit zu der der Krickente auf. Ihre braunen Körperpartien sind jedoch insgesamt dunkler als bei dieser Art. Die Kopfplatte, der hintere Hals, die Körperoberseite sowie die Körperseiten sind dunkelbraun. Gelbe Farbpartien finden sich an den Flügeln sowie den Flanken. Die Körperunterseite ist graugelb. Brust, Kehle, Kinn, Wangen und Kopfseite sind hellgelb. Ein schmaler Farbstrich läuft von der Basis des Oberschnabels über das Auge bis zum Backen. Ein zweiter verläuft parallel dazu, der an der Basis des Unterschnabels beginnt. Er ist gelegentlich etwas breiter und weniger klar abgegrenzt. Da die zwei Farbstriche gewöhnlich vor dem Auge zusammenlaufen, umschließen sie ein gelbes Feld oder rotbraunes Feld an der Schnabelbasis. Die Iris ist braun.
Bei frisch geschlüpften Dunenküken ist der Oberschnabel olivgrau und bräunlich entlang der Schnabelkanten. Der Nagel ist rötlich braun. Der Unterschnabel ist dagegen fleisch- oder bräunlich cremefarben. Die Beine, Füße und Schwimmhäute sind dunkel olivgrau. Während des Heranwachsens färbt sich der Schnabel in ein blaugrau um.

## Stimme
Die Männchen geben ein charakteristisches, schnarrendes und fast stimmloses klerrb von sich. Es ist besonders häufig während der Balz und während des Fluges zu hören. Ähnliche Lautäußerungen gibt es auch vom Zwergsäger und der Schellente. Ferner rufen beide Geschlechter nasal jäg-jäg, wenn sie beunruhigt sind. Weibchen rufen insgesamt sehr selten, sie lassen beim Auffliegen aber ein einsilbiges ga beziehungsweise ek.. hören.

## Verbreitung

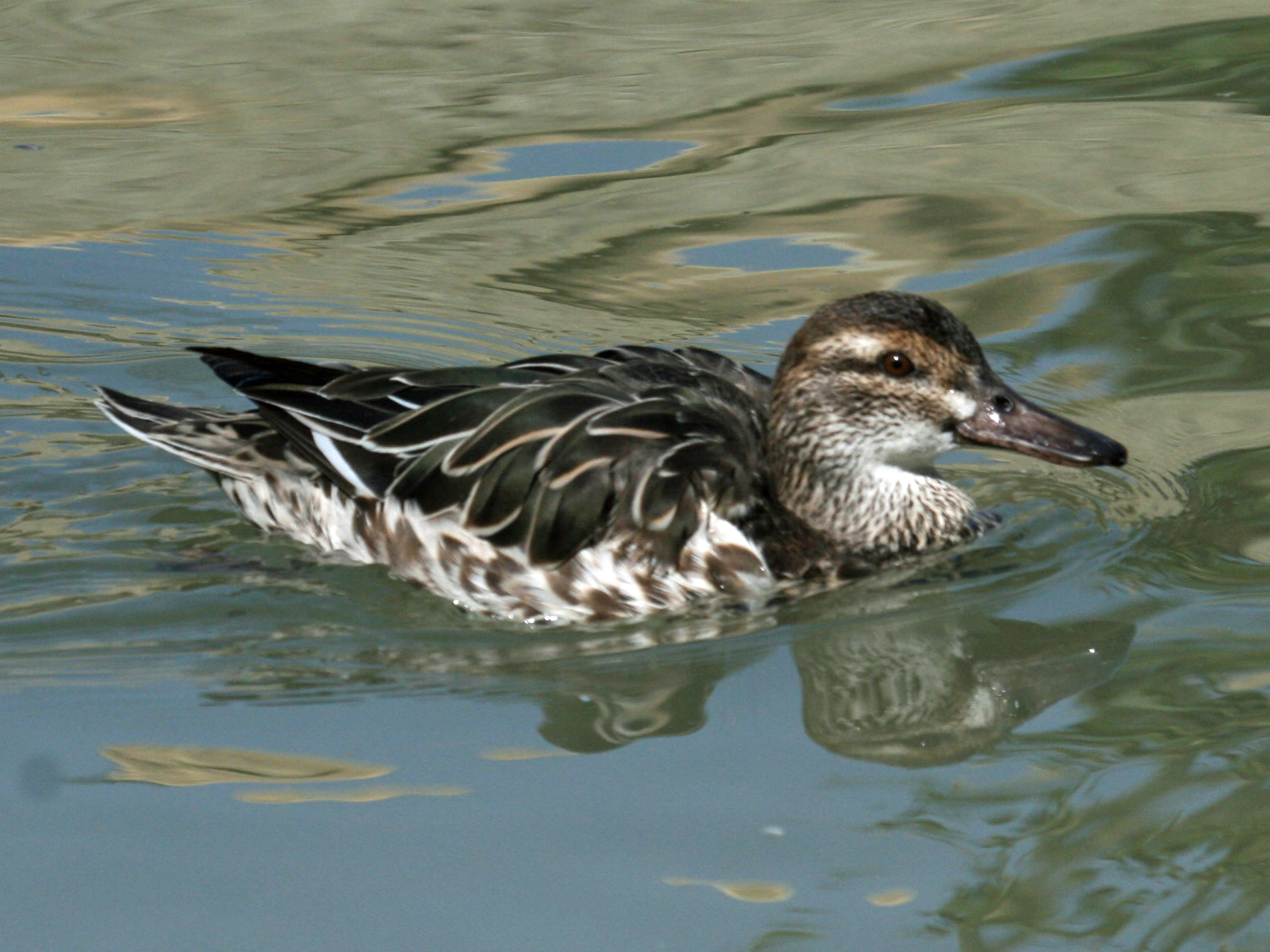
Weibchen

Die Knäkente ist in der Paläarktis recht weit verbreitet. Sie besiedelt fast ganz Osteuropa, sporadisch auch West- und Mitteleuropa. Im europäischen Verbreitungsgebiet liegt die Nordgrenze des Brutvorkommens bei 64° N; im asiatischen Brutgebiet kommt sie über 62° N nicht vor. Ihre nördliche Verbreitungsgrenze entspricht damit der 16 Grad-Juli-Isotherme. Die Südgrenze ihres asiatischen Verbreitungsgebietes ist nur unzureichend bekannt. Es wird vermutet, dass die Südgrenze zwischen 44° und 46° N verläuft.
In der Regel ist die Knäkente in Deutschland nur Durchzügler. Ihre wenigen deutschen Brutgebiete begrenzen sich auf das Tiefland und einzelne Brutplätze sind nur unregelmäßig besetzt. In der Roten Liste der Brutvögel Deutschlands von 2020 wird die Art in der Kategorie 1 als vom Aussterben bedroht geführt. Verhältnismäßig häufig brüten sie dagegen in den Niederlanden. Der Brutbestand beträgt hier bis zu 5.000 Paare. Da Knäkenten aus ihren afrikanischen Winterquartieren bereits verpaart zurückkehren, kann man auch in Mitteleuropa die sogenannten Reihflüge beobachten, bei denen mehrere Erpel unter lautem Rufen hinter einem Weibchen herfliegen. Während der Brutzeit sind Knäkenten dagegen sehr scheu und nur selten zu beobachten. In Skandinavien ist die Art um die Ostsee herum anzufinden. Nach Osten erstreckt sich ihr Verbreitungsgebiet in einem breiten Streifen bis Sachalin.
Die Knäkente überwintert in Afrika, Nordindien und Südostasien. Der Zug in die Überwinterungsgebiete beginnt Ende Juli und ist Ende September abgeschlossen. Besonders zahlreich ist sie im Winterhalbjahr in Westafrika. Im Senegaldelta werden gelegentlich über 200.000 Knäkenten gezählt und im Nigerdelta überwintern etwa 100.000 Vögel. Zu den ebenfalls bedeutsamen Überwinterungsgebieten zählen die Hadejia-Nguru-Feuchtgebiete im Norden Nigerias und die Feuchtgebiete des Tschadsees. Zu den in Afrika überwinternden Knäkenten zählen auch die Populationen, die bis zu 80° östlicher Breite hinter dem Ural ihre Brutgebiete haben. Diese Enten ziehen zunächst in den Südwesten von Italien und Frankreich und ziehen von da aus über das Mittelmeer und weiter hinunter in die Sahara. Dies wird als Hinweis gewertet, dass nach der letzten Eiszeit Knäkenten von Europa aus diese Region besiedelten, denn die weiter östlich vorkommenden Populationen überwintern im Süden Asiens. In Australien ist die Knäkente ein Irrgast, der jährlich in kleiner Zahl beobachtet wird. Beobachtungen liegen aus dem gesamten australischen Kontinent vor.
Die in Mitteleuropa brütenden Knäkenten ziehen entlang der Küste zunächst in Richtung Marokko oder wandern über das Atlasgebirge in den Senegal. Während des Rückzuges kommt es zu großen Ansammlungen von Knäkenten in Tunesien, Italien und auf dem Balkan. Die Knäkente ist in Europa offenbar ein Schleifenzieher. Im Herbst ist ein stärkerer Durchzug über Frankreich und Spanien zu beobachten, während sie im Frühjahr in größerer Zahl über das mittlere Mittelmeer zurückkehrt. Funde von beringten Vögeln belegen in verschiedenen Zugperioden einen zum Teil weit auseinanderliegenden Zugweg.

## Lebensraum
Knäkenten brüten an nährstoffreichen Teichen und Mooren mit einer ausgeprägten Unterwasservegetation. Sie kommen auch an vegetationsreichen Entwässerungsgräben vor oder auf flachgründig überschwemmten Wiesen. Im Küstengebiet Ostdeutschlands brüten sie gelegentlich auch auf Wiesen und Nassflächen, wenn der Grasbestand dort ausreichend hoch ist. Sie nutzen häufig ähnliche Lebensräume wie die Löffelente. Im Winter halten sie sich an Seen und überschwemmten Flussgebieten auf.

## Nahrung
Die Nahrung der Knäkente besteht aus Insekten, Krebsen, Weichtieren, Samen und Wasserpflanzen. Sie bevorzugt allerdings tierische Nahrung. Diese wird entweder direkt von der Oberfläche oder von nur knapp darunter aufgenommen, da die Knäkente nur selten gründelt. Sie gelangt an die Nahrung, indem sie, ähnlich der Löffelente, mit ausgestrecktem Hals umherschwimmt und den Kopf teilweise ins Wasser steckt.

## Fortpflanzung

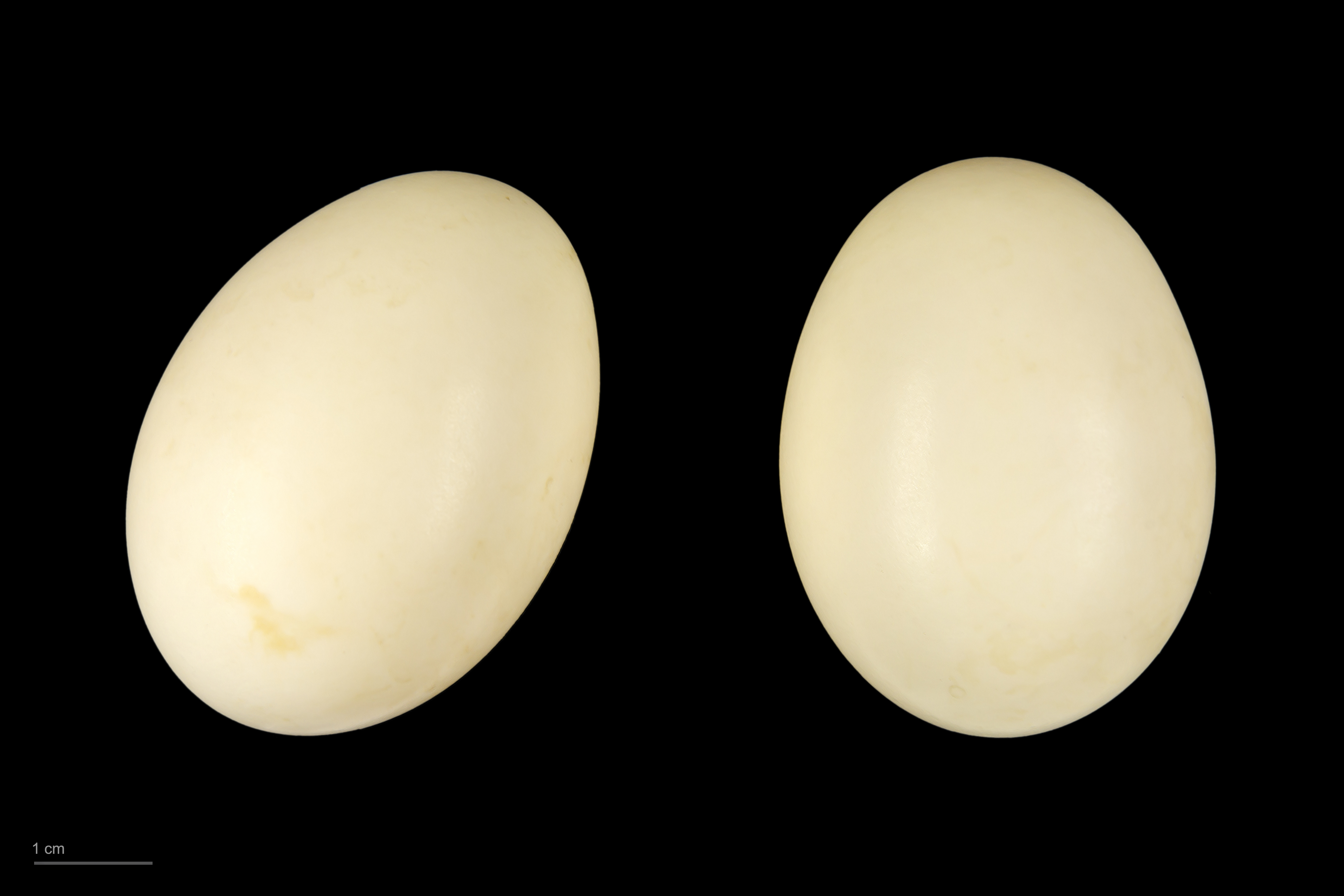
Eier der Knäkente

Während Knäkenten in ihren Überwinterungsgebieten sehr gesellige Vögel sind, sind sie in ihrem Brutrevier ausgesprochen territorial und besetzen allein ein großes Revier. Dieses wird mit Vehemenz gegenüber Artgenossen verteidigt. Zum Balzrepertoire gehören ritualisierte Putz- und Trinkbewegungen. Zu den Balzgesten zählt beim Männchen auch eine Rückwärtsbewegung des Kopfes. Der Scheitel berührt dabei den Rücken und der Schnabel weist zum Himmel. Dies ist unter Schwimmenten eine verhältnismäßig ungewöhnliche Balzgeste. Sie kommt dagegen häufig bei Tauchenten vor.
Der Beginn der Fortpflanzungszeit ist abhängig vom Verbreitungsgebiet. In den südlichen Regionen beginnt diese Mitte April. In den nördlichen Regionen dagegen erst gegen Ende Mai. Knäkenten ziehen nur eine Brut pro Jahr groß. Als Brutplatz präferieren sie dicht bewachsene Ufer seichter Gewässer.
Das Nest der Knäkente besteht aus einer Mulde, die mit Gras und Daunen ausgepolstert wird. Es wird in dichter Vegetation in Wassernähe angelegt. Das Weibchen legt acht bis elf beige Eier, die das Weibchen 21 bis 23 Tage bebrütet. Nach 35 bis 42 Tagen sind die Jungen flügge. Sie gehören zu den Nestflüchtern.

## Trivia
Der Asteroid (8755) Querquedula des äußeren Hauptgürtels ist nach der Knäkente benannt (wissenschaftlicher Name: Spatula querquedula). Zum Zeitpunkt der Benennung des Asteroiden am 2. Februar 1999 befand sich die Knäkente auf der niederländischen Roten Liste gefährdeter Arten.